# Youssoufia
Youssoufia ou Yussufiyah (pronúncia: iussufiá; em árabe: اليوسفية; romaniz.: al-Yūssufīyah; em tifinague: ⵍⵢⵓⵙⵓⴼⵢⵢⴰ) é uma cidade de Marrocos, localizada no município homónimo, província de Youssoufia e região de Marraquexe-Safim. Em 2014 tinha 67.628 habitantes e uma área de 23,7 km². É capital da província homónima. 
Situa-se 90 km a leste de Safim, 120 km a sul de El Jadida (antiga Mazagão) e 100 km a noroeste de Marraquexe (distâncias por estrada).

## Exploração mineira de fosfato
A história da cidade começou em 1931, com o início da exploração de um jazigo de fosfato a que foi dado o nome do geólogo francês Louis Gentil e que ainda hoje é a principal fonte económica da cidade. O jazigo é o segundo mais importante de Marrocos a seguir ao de Khouribga (Marrocos é o maior exportador e o terceiro produtor mundial de fosfato).
O jazigo de fosfato de Youssoufia é constituído por dois tipos de minerais: um fosfato "claro", que contém poucas matérias orgânicas; e um fosfato "escuro", rico em matéria orgânica e que começou a ser explorado no final da década de 1960. O potencial de extração é aproximadamente de 1,2 milhões de toneladas por ano. A exploração subterrânea está completamente mecanizada. Desde 1998, o grupo OCP explora também o jazigo de Bouchane (Recette 6), situado a 40 km da cidade.
O tratamento do fosfato é feito totalmente em Youssoufia e, depois de tratado, é transportado por via férrea para o porto de Safim, onde é usado nas fábricas de fertilizante ali existentes  e donde é exportado para ser usado na produção de fertilizantes e ácido fosfórico.

## Demografia
A evolução demográfica da cidade foi a seguinte:
| Censo de:  | 2004   | 2014   |
| ---------- | ------ | ------ |
| Habitantes | 64.391 | 67.628 |